# Cineastes en acció
Cineastes en acció és una pel·lícula documental, en la qual es denuncien els atropellaments que es cometen contra la integritat de les pel·lícules dirigida l'any 2005 per Carlos Benpar, qui la va concebre com a segona part de Cineastes contra magnats. Ha estat doblada al català

## Argument
Assaig que critica la manipulació de les obres cinematogràfiques i que s'obre amb el testimoniatge de Salvador Dalí a favor del dret de tot artista a defensar la integritat de la seva obra fins a les últimes conseqüències. Nombrosos testimoniatges protesta de grans figures com Bigas Luna i Bernardo Bertolucci sobre l'acolorit electrònic, Bertrand Tavernier i el seu lament pels cineastes que accedeixen a acolorir els seus films, Henning Carlsen, raonant sobre el Dret Moral dels autors, o el genuí Woody Allen denunciant el tema de la censura. Multitud d'opinions en primera persona, al costat de narracions de "l'Actriu", que condueix la història, entre les quals destaca la primera vegada que es va celebrar una reunió de directors a nivell mundial per a defensar els seus drets (1956).

## Premis
- Goya a la millor pel·lícula documental del 2007.[4]
- Medalles del Cercle d'Escriptors Cinematogràfics de 2006: Medalla a la labor com a documentalista.[5]